# Cécile Révauger
Cécile Révauger, née le 1er juin 1955, à Bordeaux en France est une auteure et historiographe dans les domaines de la franc-maçonnerie et des Lumières.
Professeure des universités, agrégée d'anglais, docteur de IIIe cycle et docteur d’État, elle est l’auteure d'une thèse sur « La franc-maçonnerie en Grande-Bretagne et aux États-Unis au XVII e siècle : 1717-1813 », soutenue à l’Université de Bordeaux III en 1987.

## Biographie

### Parcours universitaire
Cécile Révauger est née à Bordeaux en 1955, et a fait des études secondaires et supérieures dans cette ville. Reçue au concours du CAPES et à l’agrégation en 1977, elle enseigne dans divers collèges des régions lyonnaise et grenobloise.
En 1983, elle soutient une thèse de troisième cycle sur le conte oriental en Angleterre. À la suite de cette soutenance, elle est recrutée à l’Université Stendhal-Grenoble III en 1985, et devient maitre de conférences de ce même établissement. Elle est nommée professeur des universités en 1990 et mène des activités d'enseignante et de chercheuse. Elle occupe successivement des postes à l’Université de Grenoble (Stendhal-Grenoble III), de Provence (Aix-Marseille I), des Antilles et de la Guyane (en Martinique) avant de rejoindre, l'université de Bordeaux Montaigne,  poste qu'elle occupe jusqu'en 2016.
Elle a fait partie du Centre Interdisciplinaire Bordelais d’Études des Lumières, dirigé par Jean Mondot et de SPH (Sciences Philosophie Humanités). Ses recherches, outre la franc-maçonnerie, sont consacrées aux Lumières et à l’historiographie des Lumières, ainsi qu’à l’histoire de la Caraïbe anglophone, de l’époque des sociétés de plantation à l’abolition de l’esclavage. Elle a dirigé des thèses sur le dix-huitième siècle britannique et l'histoire de la franc-maçonnerie  XVIIIe et XIXe siècles.

### Historiographie maçonnique
Ses recherches sur le XVIIIe siècle l'incitent à étudier la franc-maçonnerie, née à l'époque des Lumières. Cécile Révauger, s’attache dès lors à un domaine largement inexploré par la communauté universitaire. Elle se heurte à l'origine à une certaine méfiance des grandes loges anglo-saxonnes qui font preuve de réserves au regard de recherches à caractère public. L'obtention d'une bourse Fulbright de la commission franco-américaine, lui permet d'effectuer des recherches dans les bibliothèques des grandes loges américaines à Boston, Washington DC et Cedar Rapids. Ayant ainsi accès aux plus vastes collections d'archives maçonniques des États-Unis, elle rédige grâce à la qualité et à la quantité des informations étudiées, une thèse d’État intitulée : « La franc-maçonnerie en Grande-Bretagne et aux États-Unis au XVIIIe siècle : 1717-1813. », thèse soutenue à l'Université de Bordeaux III en 1987. Grâce à l'obtention d'une seconde bourse de recherche, elle travaille sur les archives des grandes loges noires de Prince Hall à New York et Washington DC et rédige un ouvrage sur la franc-maçonnerie noire aux États-Unis en 2012 : Prince Hall au XVIIIe siècle aux États-Unis - Noirs et Francs-Maçons.
Elle rédige en collaboration de nombreux articles sur les sujets maçonniques ainsi que plusieurs ouvrages collectifs. Elle achève une œuvre commune entamée en collaboration avec l'historien et auteur Charles Porset avant sa disparition : Le Monde maçonnique des Lumières. Europe-Amériques et Colonies. Dictionnaire biographique de francs-maçons du siècle des Lumières.

### Parcours maçonnique
Cécile Révauger est initiée en franc-maçonnerie en 1982 au sein d'une loge maçonnique de la Grande Loge féminine de France. Elle quitte cette obédience pour rejoindre le Grand Orient de France en 2013. En 2020, elle devient la première sœur membre de la chambre d'administration du Grand Chapitre général du Rite français du GODF, organe gestionnaire des Ordres de Sagesse, haut grades du Rite français.

## Principales publications
Cécile Révauger   est auteure ou coauteure des publications suivantes:
- Cécile Révauger, « La mixité en franc-maçonnerie. Toujours un défi? », Pollen Maçonnique, Paris, no 29,‎ 2024.
- Cécile Révauger, « La Franc-maçonnerie, fille des Lumières », Pollen Maçonnique, Paris, no 24,‎ 2022.
- Cécile Révauger, Que faire...en loge?, Paris, Dervy, 2021, 250 p. (ISBN 979-102-4205-81-6).
- Cécile Révauger, La longue marche des franc maçonnes, France, Grande-Bretagne, États-Unis, Paris, Dervy, 2018, 260 p. (ISBN 979-10-242-0248-8).
- Cécile Révauger et Ludovic Marcos, Les Ordres de Sagesse  du Rite Français : au cœur de la maçonnerie libérale, des Lumières au XXIe siècle, Paris, Dervy, 2015, 330 p. (ISBN 979-10-242-0115-3).
- Cécile Révauger, Noirs et francs-maçons, Dervy, 2014 (ISBN 978-979-1024-20-4).
- (en) Cécile Révauger, Black Freemasonry : From Prince Hall to the Giants of Jazz, Inner Traditions, 2016.
- Cécile Révauger et Charles Porset, Le monde maçonnique des Lumières. Europe-Amérique et colonies. : Dictionnaire prosopographique, Paris, Honoré Champion, coll. « DR26 », 2013, 2873 p. (ISBN 978-2-7453-2496-2).
- Cécile Révauger et Jacques de Cauna, La Société des plantations esclavagistes : Caraïbes francophone, anglophone, hispanophone : Regards croisés, Paris, Les Indes savantes, coll. « Rivages des Xantons », 2013, 181 p. (ISBN 978-2-84654-344-6).
- Cécile Révauger et Charles Porset, Franc-maçonnerie et religions dans l'Europe des Lumières, Honoré Champion, coll. « Champion Classiques », 2006, 216 p. (ISBN 978-2-7453-1473-4).